# Jim Parker
Pour les articles homonymes, voir Parker.
Pro Football Hall of Fame 1973
(en) Statistiques sur pro-football-reference
Jim Parker, né le 3 avril 1934 à Macon (Géorgie) et décédé le 18 juillet 2005 à Baltimore (Maryland), était un joueur américain de football américain.

## Biographie
Avant sa carrière professionnelle, il évoluait à l'université d'Ohio State avec laquelle il remporta le Rose Bowl 1959 face à USC. Il jouait alors dans la ligne défensive.
Il intégra la ligne offensive aux Baltimore Colts de 1957 à 1967. Il fut champion NFL en 1958 et 1959 avec les Colts. Il fut introduit au Pro Football Hall of Fame en 1973. Il fut le premier véritable lineman a connaître cet honneur et est considéré comme le meilleur lineman de l'histoire du jeu et l'un des 30 meilleurs joueurs de l'histoire, tous postes confondus.